# Буков'є Нетретицько
45°29′ пн. ш. 15°28′ сх. д. / 45.49° пн. ш. 15.46° сх. д.
Буков'є Нетретицько (хорв. Bukovje Netretićko) — населений пункт у Хорватії, у Карловацькій жупанії у складі громади Нетретич.

## Населення
Населення за даними перепису 2011 року становило 49 осіб.
Динаміка чисельності населення поселення: